# Skogslöparna
Skogslöparna är en orienteringsförening i Själevad som bildades 1968 av nio orienterare som tidigare hade tävlat för Själevads IK:s orienteringssektion. 
1978 arrangerade Skogslöparna SM i orientering. 1994 stod föreningen värd för etapperna 3 och 4 av O-ringen (5-dagars) i Kornsjö. Övriga föreningar som deltog i arrangemanget var Sidensjö IK (etapp 1), Hägglunds IoFK (etapp 2), Husums IF (etapp 4), OK Nolaskogsarna (etapp 5) och Svedjeholmens IF (ansvarig för "O-ringenstaden").
| Årtal | Större arrangemang             | Karta                         |
| ----- | ------------------------------ | ----------------------------- |
| 1978  | SM                             | Rösåsberget, Moliden          |
| 1994  | O-Ringen etapp 3-4             | Kornsjö                       |
| 2003  | Elitseriefinal                 | Gerdal                        |
| 2004  | Kort-SM Kval och Final         | Skagsudde                     |
| 2007  | JVM test                       | Slåtterberget och Visarberget |
| 2009  | SM Medel och SM-Stafett Skid-O | Skyttis                       |
| 2012  | NM Lång och medel Skid-O       | Skyttis                       |